# Береза низька
{{#ifeq:0|0|{{#if:|{{#if:Betulahumilis|[[]}}|}}}}

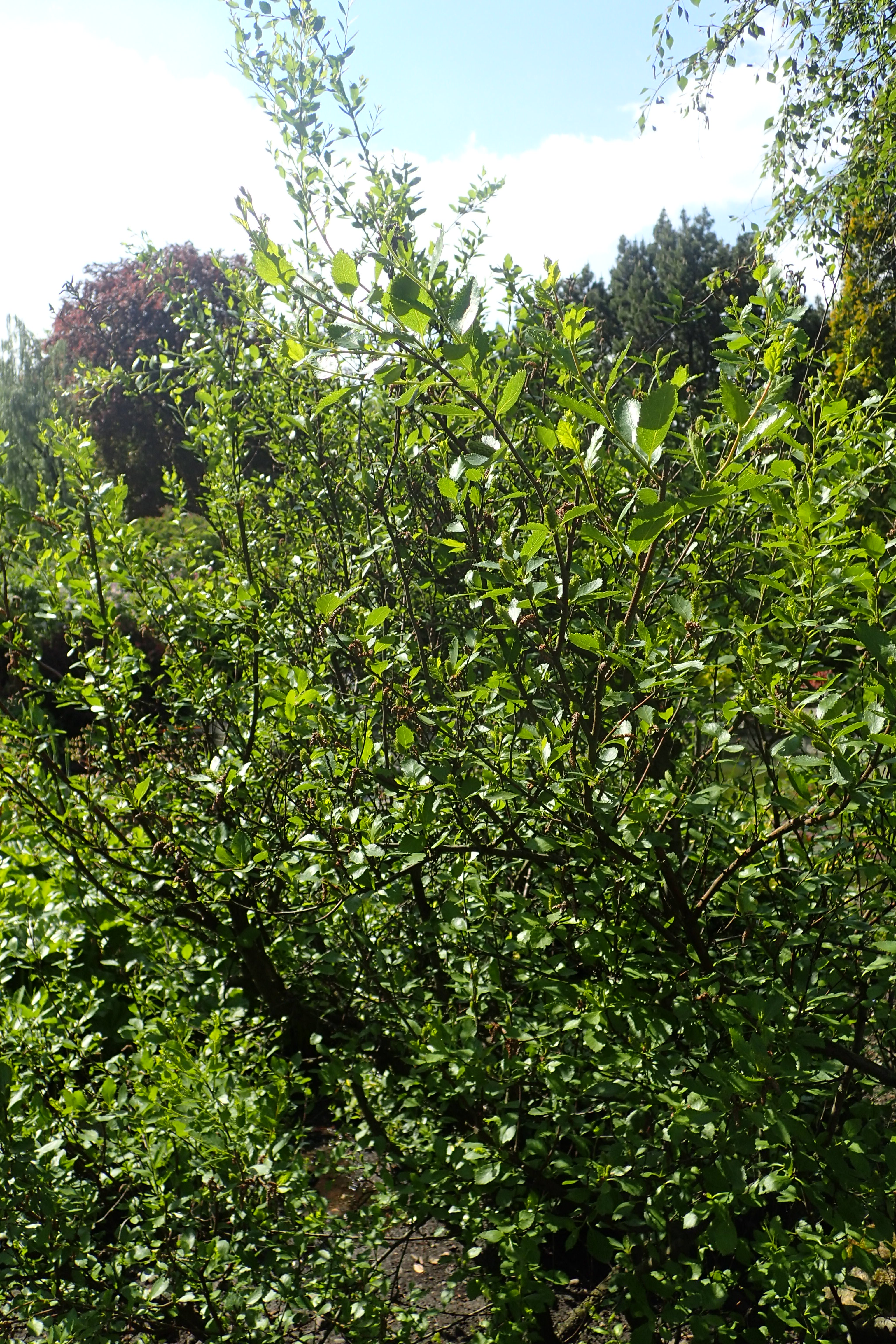
Зарості березі низької

Береза низька (Betula humilis) — вид деревних рослин родини березових (Betulaceae). Поширений у Північні Євразії, в Україні — на Поліссі і в Правобережному Лісостепу. Вид занесений до Червоної книги України. Формація берези низької занесена до Зеленої книги України. 

## Опис
Кущ заввишки 1 — 2,5 м. Молоді гілочки вкриті смолистими бородавочками й рідкими короткими волосками. Листки чергові, короткочерешкові, серцеподібні або овальні, по краю зубчасті. Квітки одностатеві, зібрані в прямостоячі тичинкові й маточкові сережки; маточкові — при плодах довгасто-яйцеподібні або овальні, 12 — 15 мм завдовжки, 5—7 мм завширшки, на коротких ніжках, з двома листками при основі. Плід — горішок. Цвіте у травні.

## Поширення
У природних умовах зростає на болотах та луках в північній частині Західної Європи, північній частині Монголії, в Росії. В Україні трапляється розсіяно на Поліссі й дуже рідко — в Правобережному Лісостепу на сфагнових болотах.

## Охорона
Вид занесений до Червоної книги України (охоронна категорія: вразливий). На більшій частині ареалу стан природних популяцій виду залишається більш-менш стабільним. Саме тому він, згідно Червоного списку МСОП, отримав охоронний статус «відносно благополучний вид».
Внаслідок зведення лісів та погіршення стану середовища існування окремі угруповання берези низької стали рідкісними і тому занесені до Зеленої книги України, зокрема 4 рослинні асоціації, які належать до формації берези низької (Betuleta humilis): 1) гіпново-низькоберезова; 2) сфагново-пухнастоплодоосоково-низькоберезова; 3) сфагново-низькоберезова; 4) чорноосоково-низькоберезова.
Категорія охорони угруповань 2 (рідкісний тип асоційованості домінантів, де береза низька є реліктовим видом, занесеним до Червоної книги України; бореальні угруповання на південній межі ареалу). Статус охорони: угруповання перебувають під загрозою зникнення (характеризуються різким скороченням ареалів і можуть зникнути, якщо продовжиться дія антропогенних чинників, що негативно впливають на їх стан). Угруповання охороняються в Черемському природному заповіднику, природному заповіднику «Розточчя» та Шацькому національному природному парку.

## Практичне значення

### Заготівля і зберігання
В медицині використовують бруньки (Gemmae Betulae), молоде листя (Folium Betulae) і сік весняного «плачу». Інколи використовують кору. Бруньки заготовляють рано навесні, в період їхнього набрякання, листя — у квітні — травні, коли воно ще запашне й клейке. Бруньки, що розкрилися, і старе листя втрачають свої лікувальні властивості. Сушать бруньки і листя на відкритому повітрі під наметом або в сушарках при температурі 25—ЗО °С. Готову сировину зберігають у сухому приміщенні з доброю вентиляцією. Строк придатності — 2 роки. Бруньки відпускаються аптеками. Сік беруть рано навесні, до розпускання листя.

### Хімічний склад
Кора, бруньки і листки містять ефірну олію, сапоніни, дубильні речовини, смоли, аскорбінову й нікотинову кислоти тощо. До складу ефірної олії входять бетулен, бетулол, бетуленова кислота, нафталін, барвники та інші сполуки. Окрім цього, в бруньках і листках є флавоноїди, каротин і гіперозид. У березовому соку є цукри (2%), дубильні й ароматичні речовини, яблучна кислота, сполуки заліза, кальцію і магнію.

### Фармакологічні властивості і використання
Препарати берези низької проявляють сечогінні, жовчогінні, протиспазматичні, протизапальні, ранозагоювальні, антивірусні, антифунгальні, глистогінні й протипаразитарні властивості. Вони регулюють обмін речовин, функцію травного тракту й жіночих статевих органів. Березовий сік виявляє й загальнозміцнювальну дію. Галенові препарати бруньок і листя вживають при гіпо- й авітамінозі, при набряках (особливо серцевого походження), атеросклерозі, виразці шлунка, при хронічних хворобах нирок і запаленнях сечового міхура, нирковокам'яній хворобі, як протиспастичний (при спазмах кишок та інших гладеньком'язових органів), жовчогінний (у комплексній терапії захворювань печінки) та як відхаркувальний (при ларингітах, бронхітах і трахеїтах) засіб.
Настій листя використовують і при легких формах холециститу і холецистоангіохоліту, при альбумінурії, сечокислому діатезі, як загальнозміцнювальний засіб і як засіб, що виявляє дермотонічну дію при вуграх, інфекційних грибкових тріщинах куточків рота, мокнучій екземі.
Березовий сік виявляє сечогінну й відхаркувальну дію, сприяє виведенню з організму шкідливих речовин, допомагає при серцевих набряках. Його використовують у комплексній терапії при нирковокам'яній хворобі, як загальнозміцнювальний і кровоочисний засіб при втратах крові, порушенні обміну речовин, при хворобах шкіри, дихальних шляхів і при хворобах, що супроводяться високою температурою тіла.
Ефективним є використання препаратів берези низької в акушерсько-гінекологічній практиці: настій листя вживають при гіпоменструальному синдромі, при набряках вагітних, нефропатії, клімактеричних неврозах; відвар бруньок — при нефропатії; настойку листя і березовий сік — як загальнозміцнювальний засіб при анемії в післяпологовий період і при клімактеричних неврозах.
При зовнішньому застосуванні препарати берези низької широко використовують у дерматології й косметиці, при невралгічних болях, міозитах, артритах, ревматизмі, хронічних гнійних ранах, трофічних виразках, пролежнях, саднах тощо.
У народній медицині препарати з листя і бруньок використовують при бронхіті, гіперацидному гастриті та виразковій хворобі шлунка і дванадцятипалої кишки, при жовчнокам'яній і нирковокам'яній хворобах, набряках і подагрі. Відвар або настойка бруньок, крім того, вважаються ефективними засобами при хронічній діареї та глистяній інвазії (аскаридами і гостриками). Препарати з бруньок і листя, а також свіжий березовий сік вживають у народі в усіх випадках, коли необхідне загальне оздоровлення й поліпшення обміну речовин в організмі. Використання березових віників у парильнях лазень вважається корисним при болях у суглобах, подагрі й радикулітах, а також при простудних і шкірних захворюваннях.